# Jerry Messing
Jerry Messing es un exactor estadounidense nacido el 3 de abril de 1986 en Los Angeles County, California, EE. UU. conocido por su papel de Pugsley Addams en Addams Family Reunion (1998).
Messing no ha actuado en ninguna producción desde el 2003.

## Trayectoria
- Finding Kelly (2000)
- Even Stevens (2000) (Serie)
- Freaks and Geeks (2000) (Serie)
- Addams Family Reunion (1998)